# Весёлая Грива (Кемеровская область)
Весёлая Грива — посёлок в Таштагольском районе Кемеровской области. Входит в состав Каларского сельского поселения.

## География
Центральная часть населённого пункта расположена на высоте 339 метров над уровнем моря.

## Население
По данным Всероссийской переписи населения 2010 года, посёлок Весёлая Грива не имеет постоянного населения.